# Ioan Sturdza
Ioan Sturdza, Ioniță Sandu Sturza (roumain), Jean Alexandre Stourdza (français) ou Ioannis Alexandros Stourdza (grec) est né à Iași en 1761 ou 1762, et mort en Bessarabie le 2 février 1842). Il est prince de Moldavie de 1822 à 1828 et prince de Sámos de 1829 à 1833.

## Origine
Ioan Sturdza est le fils d’Alexandru Sturdza, un boyard moldave. Sous les derniers princes Phanariotes, Ioan Sturdza fait figure de chef du parti national. Son parent Scarlat Sturdza dirige la Bessarabie, un gouvernement moldave de l'Empire russe, selon les lois moldaves et en roumain jusqu'en 1828, puis des gouverneurs russes et la langue russe lui succèdent. La Bessarabie devient russe en 1812 au Traité de Bucarest.

## Nomination
Après l’occupation des deux principautés roumaines par les forces Ottomanes, consécutive à la révolution roumaine de 1821, liée à l’action de l’Hétairie hellénique menée par Alexandre Ypsilántis, les princes d’origine phanariote perdent la confiance de la « Sublime Porte », et les boyards roumains retrouvent l’exclusivité de pouvoir être candidats aux trônes des deux principautés. Cela se traduit par la nomination le 21 juin 1822 de deux princes « nationaux » : Ioan Stourdza en Moldavie (choisi parmi cinq candidats présentés par les boyards) et Grigore IV Ghica en Valachie.

## Règne
Sur le plan international, Ioan Stourdza est, comme ses prédécesseurs, vassal du gouvernement Ottoman, tout en entretenant des relations suivies avec les puissances dominantes à cette époque : la Russie, l’Autriche et la Prusse. Il doit faire face à des difficultés financières et lutter contre l’opposition des grands boyards francophiles et russophiles qui avaient quitté le pays lors du précédent conflit entre les deux empires russe et turc.
Au début de son règne, Ioan Stourdza prend des mesures administratives en fixant les appointements des fonctionnaires, les budgets des villes, des dépenses pour la voirie (pavages des rues et fontaines publiques). Il réorganise également les ministères des affaires étrangères et de la justice pour mieux respecter les droits lors des procès concernant des sujets étrangers. À cette époque, les principautés roumaines étaient définies de jure comme deux états chrétiens orthodoxes vassaux des Ottomans musulmans, et seuls des orthodoxes pouvaient en être citoyens : les musulmans, avdétis, romaniotes et séfarades étaient sujets et protégés de l'Empire ottoman, les catholiques, protestants et ashkénazes étaient sujets et protégés de l'Empire des Habsbourg ou des états d'Europe centrale et occidentale dont ils étaient originaires. Certaines fonctions, droits et devoirs, comme servir l’État, faire le service militaire, acquérir des terres et ouvrir des entreprises, étaient réservées aux citoyens orthodoxes.
Ioan Sturdza, imprégné d'humanisme, lève ces restrictions religieuses en 1823, commence une réforme agraire en sécularisant les domaines ecclésiastiques, et abolit la robie (servage des Roms ; la robie n’est pas comme on l’a souvent écrit un « esclavage » car le rob peut se vendre et se racheter lui-même, et ne peut appartenir qu’aux monastères, aux boyards et aux voïvodes, mais non à des particuliers).
Après l’avènement du tsar Nicolas Ier la signature de la convention de Cetatea Alba en octobre 1826 entre l’Empire russe et les Ottomans rétablit le protectorat des Russes sur les deux principautés de Moldavie et Valachie. À la suite de cet accord, les boyards russophiles émigrés rentrent en Moldavie et Ioan Sturdza doit composer avec eux. En 1827, il se voit contraint de rendre aux monastères les propriétés confisquées et de verser des indemnités énormes aux boyards et aux monastères pour les Roms émancipés. Il obtient toutefois un droit de contrôle sur l’administration des biens ecclésiastiques et il réussit à multiplier par cinq la contribution financière des monastères aux écoles roumaines. Le 1er janvier 1828 il inaugure à Iași le Lycée des « Trei Ierarhi » (« Trois Hiérarques »).
La dénonciation par l'Empire ottoman de la convention de Cetatea Albă entraîne une déclaration de guerre des russes en avril 1828 et une invasion de la Moldavie occidentale (l'orientale est déjà russe depuis 1812), qui met fin au règne d'Ioan Sturdza le 7 mai 1828. À titre de compensation, le Sultan Mahmoud II remercie son fidèle vassal en érigeant l'île de Sámos en principauté autonome, dont Ioan Sturdza devient le prince l'année suivante, sous le nom grec de Ioannis Alexandros Stourdza. En 1833, il laisse sa place à son collègue Ștefan Vogoride, et s'installe à Paris.

## Postérité
Le prince Ioan Sturdza est le père de princesse Elena Sturdza, épouse de Grigore V Ghica.

## Note
1. ↑  La monarchie est élective dans les principautés roumaines de Moldavie et de Valachie. Le souverain (voïvode, hospodar ou domnitor selon les époques et les sources) est élu par (et souvent parmi) les boyards, puis agréé par les Ottomans : pour être nommé, régner et se maintenir, il s'appuie sur les partis de boyards et fréquemment sur les puissances voisines, russe et turque, car jusqu'en 1859 les deux principautés sont vassales et tributaires de la « Sublime Porte ». Le candidat au trône devait ensuite « amortir ses investissements » par sa part sur les taxes et impôts, verser en outre le tribut aux Ottomans, payer ses mercenaires et s'enrichir néanmoins. Pour cela, un règne d'un semestre au moins était nécessaire, mais la « concurrence » était rude, certains princes ne parvenaient pas à se maintenir assez longtemps sur le trône, et devaient ré-essayer. Cela explique le « jeu des chaises musicales » sur les trônes, la brièveté de beaucoup de règnes, les règnes interrompus et repris, et parfois les règnes à plusieurs (co-princes). Quant au gouvernement, il était assuré par les ministres et par le Sfat domnesc (conseil des boyards).
Concernant le tribut aux Turcs, la vassalité des principautés roumaines envers l'Empire ottoman ne signifie pas, comme le montrent par erreur beaucoup de cartes historiques, qu'elles soient devenues des provinces turques et des pays musulmans. Seuls quelques petits territoires moldaves et valaques sont devenus ottomans : en 1422 la Dobrogée au sud des bouches du Danube, en 1484 la Bessarabie alors dénommée Boudjak, au nord des bouches du Danube (ce nom ne désignait alors que les rives du Danube et de la mer Noire), en 1538 les rayas de Brăila alors dénommée Ibrahil et de Tighina alors dénommée Bender, et en 1713 la raya de Hotin. Le reste des principautés de Valachie et Moldavie (y compris la Moldavie entre Dniestr et Prut qui sera appelée Bessarabie en 1812, lors de l'annexion russe) ont conservé leurs propres lois, leur religion orthodoxe, leurs boyards, princes, ministres, armées et autonomie politique (au point de se dresser plus d'une fois contre le Sultan ottoman). Les erreurs cartographiques et historiques sont dues à l'ignorance ou à des simplifications réductrices. Voir Gilles Veinstein et Mihnea Berindei : L'Empire ottoman et les pays roumains, EHESS, Paris, 1987.
2. ↑  K. Heitmann, Moldauisch in Holtus, G., Metzeltin, M. și Schmitt, C. (eds), Lexicon der Romanschinen Linguistik, Tübingen 1989, vol 3, p. 508-21.
3. ↑  Selon les termes du traité de Bucarest, le Boudjak ottoman et la moitié orientale de la Moldavie, à l'est du Prut sont cédés à l'Empire Russe qui en fait en 1812 sa province de Bessarabie (actuellement la république de Moldavie pour sa majeure partie), comprenant 45,630 km2, avec 482 630 habitants, 5 citadelles (Hotin, Soroca, Orhei, Tighina et Cetatea-Alba), 4 ports (Reni, Izmaïl, Chilia et Cetatea-Alba), 17 villes și 695 villages, comme précisé dans les articles 4 et 5. C'est en vain que les Moldaves font valoir que s'ils sont vassaux de la « Sublime Porte », le traité de vassalité n'en garantissait pas moins les frontières moldaves : l'habileté du négociateur du tsar, l'émigré français Alexandre de Langeron, face au représentant ottoman, le prince phanariote Démètre Mourousi, permet à la Russie de passer outre. Pour n'avoir pas su prévoir l'attaque de Napoléon contre la Russie et retarder les négociations jusque-là pour limiter les pertes ottomanes, Démètre Mourousi finit décapité sur ordre du sultan Mahmoud II. Encore aujourd'hui, le 28 mai (date de la signature du traité) est un jour de deuil pour le mouvement unioniste moldo-roumain, à commémorer comme tel : voir , ,  et .